# Kaiserglocke

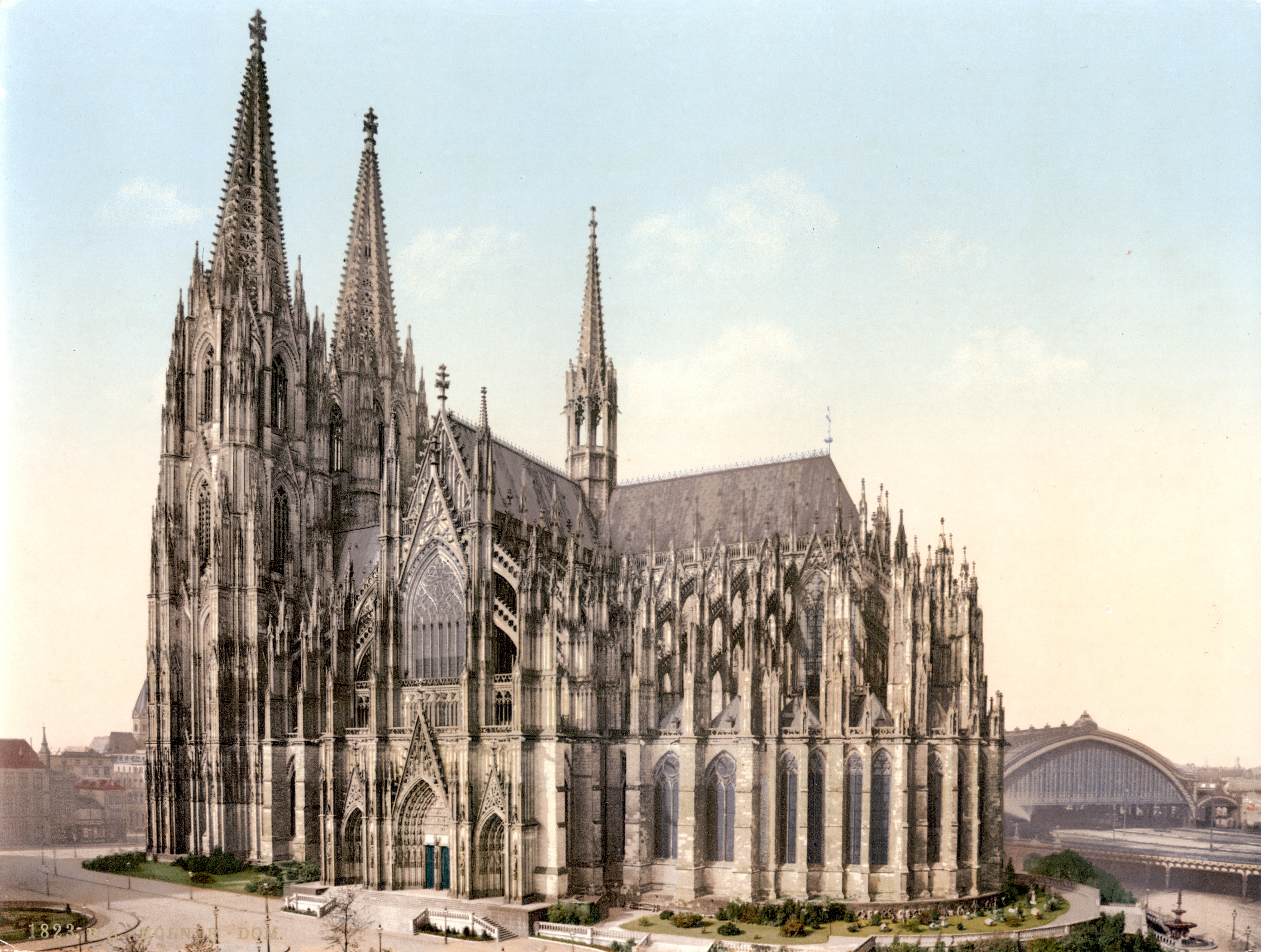
Kölnerdomen omkring år 1900.
Vid denna tid hängde Kaiserglocke bakom metallflänsarna i sydtornet, som syns längst till vänster på denna bild

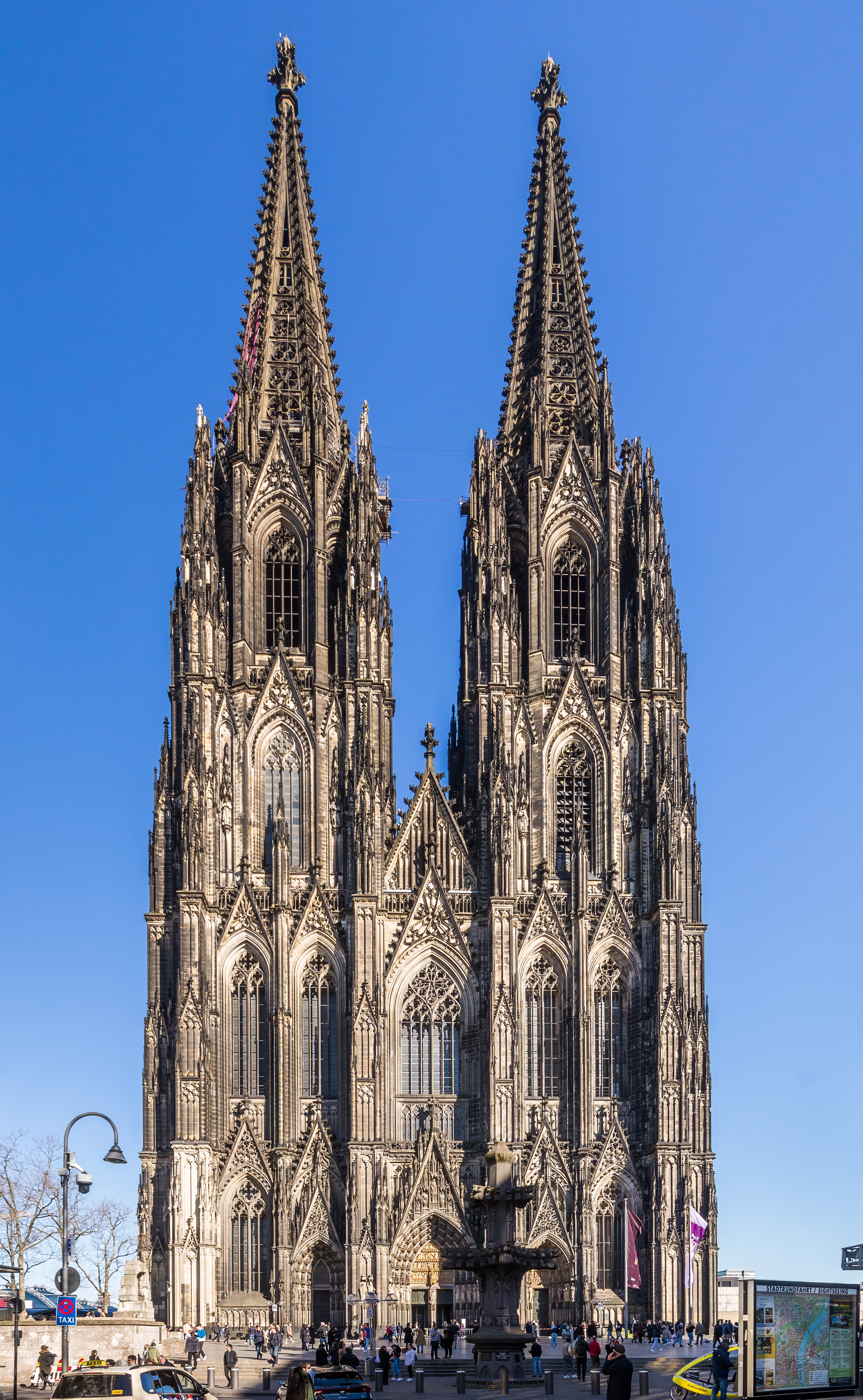
I det 157,31 meter höga sydtornet till höger hänger sedan medeltiden Kölnerdomens huvudkyrkklockor. Där hängde även Kaiserglocke. Idag hänger där åtta av domens sammanlagt elva kyrkklockor. De tre övriga hänger i takryttaren över korsmitten.
Klockkammaren med de åtta klockorna finns inte bakom det höga fönstret under tornspiran till höger, utan i våningen därunder, bakom fönstret med metallflänsarna.
Klockkammaren finns på 55 meters höjd och denna del av tornet är medeltida. På motsvarande höjd i det norra tornet till vänster, där det inte hänger några klockor, finns ett glasfönster.

Kaiserglocke ”Kejsarklockan”, eller Gloriosa, var föregångaren till dagens Sankt Petersglocke i Kölnerdomen och var alltså domens största kyrkklocka och en av världens största klockor under cirka 43 år.
Den göts 1875 (efter två tidigare gjutningsförsök) av Andreas Hamm ur metallen från franska kanoner (se nedan). Den smältes ner 1918 på grund av klangmässiga problem och göts då åter om till krigsvapen.

## Kaiserglockes vikt
Kaiserglocke var större än Sankt Petersglocke och vägde 26 250 kg enligt tyska Wikipedias artikel de:Kaiserglocke (troligen enligt dess litteraturkälla) och 27,18 ton enligt tyska Wikipedias artikel (avsnitt) de:St.Petersglocke#Die Vorgängerin. Men enligt andra källor vägde den 27,8 ton eller 27,08 ton (27075 kg).

## Måttuppgifter och fakta
Kaiserglocke hade diametern 3,42 meter och slagtonen ciss0+9. Den var länge den genom tiderna största klockan som ringdes genom att hela klockan svängdes och är ännu den största klockan genom tiderna som har svängts på rak klockstock (rak axel, se kyrkklocka), vilket gjorde den svårare att ringa för hand (krävde ett tjugotal ringare).
Kläppen från 1909 (ersatte en äldre kläpp som störtat ner, se nedan under rubriken Ringningssvårigheter) finns fortfarande kvar att beskåda i en kammare i Kölnerdomens södra torn. Den är 3,13 meter lång och väger 1015 kg (enligt tyska Wikipedia Kaiserglocke#Entstehungsgeschichte vägde den 900 kg).
Dagens Sankt Petersglocke är fyra centimeter kortare i höjd och arton centimeter smalare i diameter än den gamla Kaiserglocke.

## Svårigheterna att gjuta klockan och få slagtonen rätt
Egentligen var Kaiserglocke ett misslyckande. Den första gjutningen misslyckades helt.
Den 10 december 1870, mitt i tysk-franska kriget, skrev Zentrale Dombauverein (ZDV) (”centrala domföreningen") ett önskebrev till den preussiska regeringen om att få metallen från ett antal erövrade kanoner från kriget, för att gjuta en ny klocka. Denna klocka skulle ha slagtonen "c" och väga 25-27 ton. Den skulle heta "Die Kaiserglocke" som en referens till det nya kejsarriket. Ett halvår senare överlät kejsar Vilhelm I 500 de:Zentner (25 ton) vapenbrons från 22 franska kanoner som använts vid slaget vid Sedan 1870.
Klockgjutare Andreas Hamm förklarade sig beredd att gjuta klockan och genom ett avtal bestämdes att han också skulle stämma klockan till exakt grundtonen c. Eftersom första gjutningen misslyckades gjordes en ny gjutning 13 november 1873. Inte heller den var tillfredsställande och därför följde ännu en gjutning. Ändå kunde inte renheten i tonen uppnås, men någon fjärde gjutning beslöts aldrig; istället skulle kläppen och upphängningen ändras. Vid provringningen fastslogs dock att istället för slagtonen c som var meningen, klingade klockan i ett högt "ciss" som var mycket nära tonen d.

## Ringningssvårigheter
Kaiserglocke var svår att hänga upp och ringa. 1878 kunde klockan dras upp i tornet av gott och väl två dussin dragare. Men det var svårt med den tidens teknik att skapa en invändningsfri ringning av klockan, som inte påfrestade för mycket. Eftersom den därför inte kunde ringas särskilt ofta, kallades den i folkmun för ”die große Schweigerin”" eller ”Die Stumme von Köln”, på svenska ”den stora tigerskan/tigaren” eller ”den stumma i Köln”. 
Efter flera misslyckade försök och efter talrika ändringar av mekanismen lyckades man installera motordriven ringning av klockan år 1909, som vid det laget lyckats med de övriga klockorna. 53 ringare hade tidigare krävts för att ringa i klockan. Samtidigt fick klockan då sin nya kläpp, eftersom den gamla kläppen hade lösgjort sig och störtat ner i klockstolens ramverk på pingstafton 6 juni 1908.

## Nersmältningen
Klockan smältes sedan ner 1918 för att gjutas om, eftersom dess ton ciss, gränsande mot d, klangmässigt inte passade med de övriga kyrkklockorna i domen. Den göts då åter om till krigsvapen.

## Namnet
Kaiserglocke förekommer ibland som ett alternativt namn på en mycket stor klocka i kyrkor i Tyskland, till exempel i Stiftskirche i Neustadt an der Weinstrasse (se Lista över Europas största klockor).